# 미카엘 아가치
미카엘 아가치(이탈리아어: Michael Agazzi, 1984년 7월 3일, 이탈리아 폰테산피에트로 ~ )는 과거 골키퍼로 뛰었던 이탈리아의 전 축구 선수이다.